# Kittgefüge
Ein Kittgefüge ist eine spezielle, verfestigte Form des Kohärent- oder Aggregatgefüges – einer Form der Bodenstruktur.
Ein Kittgefüge entsteht, wenn Primärteilchen des Bodens durch die Ummantelung von Eisenoxiden, Carbonaten (wie Kalk) oder organischen Substanzen an den Kontaktstellen verbunden werden (vgl. Kitt).
Bei geringem Wassergehalt des Bodens (v. a. in Sandböden) ist die Kohärenz der Primärteilchen oft nicht ausreichend, und ein bereits gebildetes Kittgefüge zerfällt zu Einzelkorngefügen.